# 小花草玉梅
小花草玉梅（学名：Anemone rivularis var. flore-minore）为毛茛科银莲花属下的一个变种。